# Branko Bošnjaković
Branko (Franjo Marko) Bošnjaković (Zagreb, 18. veljače 1939.) je hrvatsko-nizozemski znanstvenik koji djeluje na području fizike, zaštite okoliša i održivog razvoja. Redoviti je profesor na Tehničkom fakultetu Sveučilišta u Rijeci.

## Biografija
Branko Bošnjaković rođen je 18. veljače 1939. u Zagrebu. Gimnaziju je pohađao u Zagrebu i Braunschweigu. Diplomirao je 1964. iz područja fizike na Sveučilištu Georg-August-Universität u Göttingenu (Njemačka) a 1968. doktorirao iz područja nuklearne fizike na Utrechtskom sveučilištu (Rijksuniversiteit Utrecht, Nizozemska).

## Profesionalno djelovanje
Od 1968. do 1975. djeluje na području fizike elementarnih čestica na CERN-u (Ženeva, Švicarska). Od 1975. do 1991. godine kao viši savjetnik nizozemskog Ministarstva okoliša kreira i vodi višegodišnji istraživački nacionalni program radioekologije. Od 1979. do 1992. kao član Međunarodnog odbora za zaštitu od neionizirajućeg zračenja (INIRC, International Non-Ionizing Radiation Committee, danas ICNIRP) pridonosi standardizaciji propisa za zaštitu. 1990. se bavi posljedicama černobilske katastrofe kao član grupe stručnjaka Međunarodne agencije za nuklearnu energiju (IAEA, International Atomic Energy Agency). Od 1991. do 1993. član je uprave REC-a (Regional Enviromental Centre for Central and Eastern Europe), prvog međunarodnog centra za zaštitu okoliša za Srednju i Istočnu Europu u Budimpešti. Od 1993. do 1994. djeluje kao savjetnik Europskog centra za okoliš i zdravlje Svjetske zdravstvene organizacije (WHO European Centre on Environment and Health). 1994. postaje član Povjerenstva za obrazovanje i komunikaciju Međunarodnog saveza za očuvanje prirode (IUCN, International Union for Conservation of Nature). Od 1994. do 2001. djeluje kao regionalni savjetnik za okoliš UN-ovog Ekonomskog povjerenstva za Europu u Ženevi, s naglaskom na prekogranične probleme vode i okoliša u Srednjoj Aziji, Zakavkaziji i Jugoistočnoj Europi. Od 1994. do 2009. djeluje na vodećoj dužnosti Zaklade Avalon za promicanje održive poljoprivrede u zemljama u tranziciji. Od 2001. godine do danas je redoviti profesor (naslovno znanstveno zvanje) na Tehničkom fakultetu Sveučilišta u Rijeci. Ujedno djeluje kao konzultant za međunarodne institucije kao što su EU, OESS i UNESCO.  Autor je ili koautor više od 120 znanstvenih i stručnih radova na područjima nuklearne fizike, fizike elementarnih čestica, zaštite od zračenja, institucionalnih i geopolitičkih problema okoliša, prirodnih resursa i energetike, te održivog razvoja. Često citirana je knjiga Human Exposure to Ultraviolet Radiation: Risks and Regulations, Editors W.F.Passchier and B.F.M. Bošnjakovic, Excerpta Medica, Amsterdam-New York-Oxford, 1987.

## Izbor znanstvenih i stručnih radova kao autor i koautor
- Nuclear Waste Disposal in Salt: Long Term Environmental Consequences of Disposal in a Salt Dome in The Netherlands, Atomkernenergie-Kerntechnik 38 (1981) 127-133.
- Transfrontier emergency planning within the European Communities, Proceedings of an International Symposium on Emergency Planning and Preparedness for Nuclear Facilities, organised by the IAEA and held in Rome, Italy, 4-8 November 1985 (p. 35-41).
- UN/ECE strategies for protecting the environment with respect to international watercourses: the Helsinki and Espoo Conventions, In: “International watercourses: enhancing cooperation and managing conflict”, edited by Salman M.A. Salman and Laurence Boisson de Chazournes. World Bank Technical Paper No. 414 (p. 47-64), The World Bank, Washington, D.C., 1998.
- Regulations of International Watercourses under the UN/ECE Regional Agreements, Water International, Vol. 25, Number 4, December 2000, p. 544-553.
- UNECE environmental conventions: their role and potential to promote conflict prevention and settlement of disputes in transboundary environmental issues, In E. Petzold-Bradley/A. Carius/A. Vincze (eds.), Responding to Environmental Conflicts: Implications for Theory and Practice, p. 263-282. Kluwer Academic Publisher 2000.
- Valuing and paying for ecosystem services: a pre-condition for sustainability, Ecohydrology & Hydrobiology, Vol. 6, Number 1-4, 2006, p. 123-134.
- Geopolitics of climate change: a review. Thermal Science, Vol. 16, No. 3, 2012, p. 629-654.
- Environment and climate change as geopolitical issues in the Asias: what can be learned from the European experience? Globality Studies Journal, Issue 35, 26 July 2013

## Stručna priznanja
Branko Bošnjaković dobitnik je priznanja (Plaquette of recognition) američke agencije za zaštitu okoliša (United States Environmental Protection Agency) 1992. godine. 1994. godine dodijeljeno mu je zlatno odličje za civilnu zaštitu Republike Slovenije. Imenovan je počasnim suradnikom (Honorary Associate) Centra za pravo i politiku za energetiku, naftu i minerale (CEPMLP) pri University of Dundee (Velika Britanija) 1998. godine, a 2000. mu je dodijeljen naslov doživotnog člana (Life fellow) REC-a (Regional Enviromental Centre for Central and Eastern Europe) i Zlatna kovnica (“Gouden tientje”) nizozemskog Ministarstva zaštite okoliša u znak zasluga za zaštitu okoliša i održivi razvoj.

## Širi interesi
Od 1985. do 1990. Branko Bošnjaković djeluje kao koordinator za ljudska prava i svjedok je promjena u Istočnoj Njemačkoj (bivšoj DDR) za nizozemsku sekciju organizacije Amnesty International. Od 1990. do 1995. član je upravnog odbora Zaklade Nizozemska-Hrvatska.
Član je austrijskog društva Ignaz-Lieben-Gesellschaft i suorganizator skupa o povijesti znanosti i tehnologije u zemljama Srednje Europe između dva svjetska rata, održanog 2009. u Beču.
2011. drži na poziv predavanje u Pragu na konferenciji “Znanstvenici u egzilu i diktature 20. stoljeća”.

## Obiteljski podaci
Branko Bošnjaković je sin svjetski poznatog hrvatskog inženjera i stručnjaka na području termodinamike Frana Bošnjakovića i unuk jednog od pionira kemije i sporta u Hrvatskoj, Srećka Bošnjakovića (1865. – 1907.). Danas živi u Švicarskoj i otac je dvoje djece i djed troje unučadi.